# 津軽富士見湖

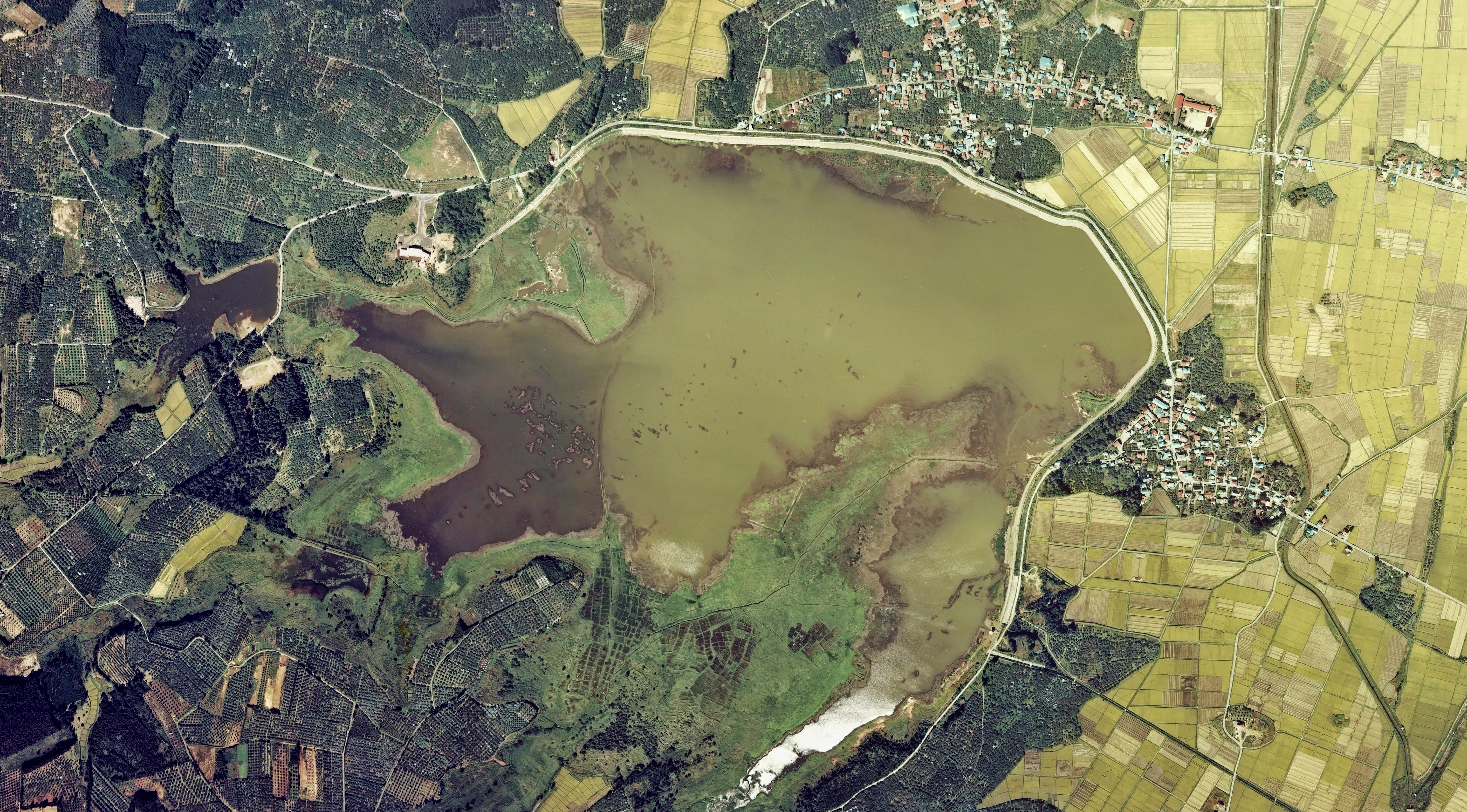
津軽富士見湖

津軽富士見湖（つがるふじみこ）または廻堰大溜池（まわりぜきおおためいけ）は、青森県北津軽郡鶴田町に存在する人造湖である。岩木山（津軽富士）の見晴らしが良いために、古くから「津軽富士見湖」の愛称で親しまれる岩木山を水源とする自然流水の貯水池で、青森県下最大の人造湖である。廻堰大溜池はこの貯水池の正式名称である。貯水量は1425万6000立方メートルで、春の増水時期に貯水量1400万立方メートル、水深約7メートル、満水面積281ヘクタールとなる。堤長は延長4.2キロメートルで日本最大の長さである。
2010年（平成22年）3月25日に農林水産省のため池百選に選定された。
津軽富士見湖には、タンチョウヅルが飼育されている湖畔の丹頂鶴自然公園と富士見湖パークとを結ぶ鶴の舞橋とよばれる橋が架かっている。

## 歴史
- 1660年（万治3年）、津軽藩主津軽信政により、西津軽の新田開墾の灌漑用水源として築造された。
- 1943年（昭和18年） - 1969年（昭和44年）に実施された国営西津軽一期農業水利事業によりかさ上げおよび改修工事がなされた。
- 1989年（平成元年）度 - 1994年（平成6年）度には、県営つがる富士見地区農業水利施設高度利用事業で「鶴の舞橋」等を整備した[4]。
- 1994年（平成6年）7月 - 「鶴の舞橋」が開通[5]。

## 周辺
- 周辺は鳥獣保護区に指定され白鳥やガン・カモ等渡り鳥の越冬地となっている。かつては、タンチョウヅルも飛来したといわれている[1]。
- 湖畔には津軽富士見温泉があり、町で飼育する丹頂鶴も見る事が出来る。
- 湖には樹齢150年以上の青森ヒバを使用した日本一長い木造のアーチ橋「鶴の舞橋」（全長300 m）がある。3連の木造太鼓橋で、アーチの中間2箇所には高床式の休憩所が設けられている[1]。名の由来は、「鶴が舞うごとくに美しい」という意味が込められており、休憩所を鶴の胴体に見立てると、アーチ状の橋梁部が鶴が羽を左右に広げているようにも見えることが特徴である[1]。
- 毎年つるた祭り開催時には、全国へら鮒つり大会が行われ、全国各地から釣人が集まっている。

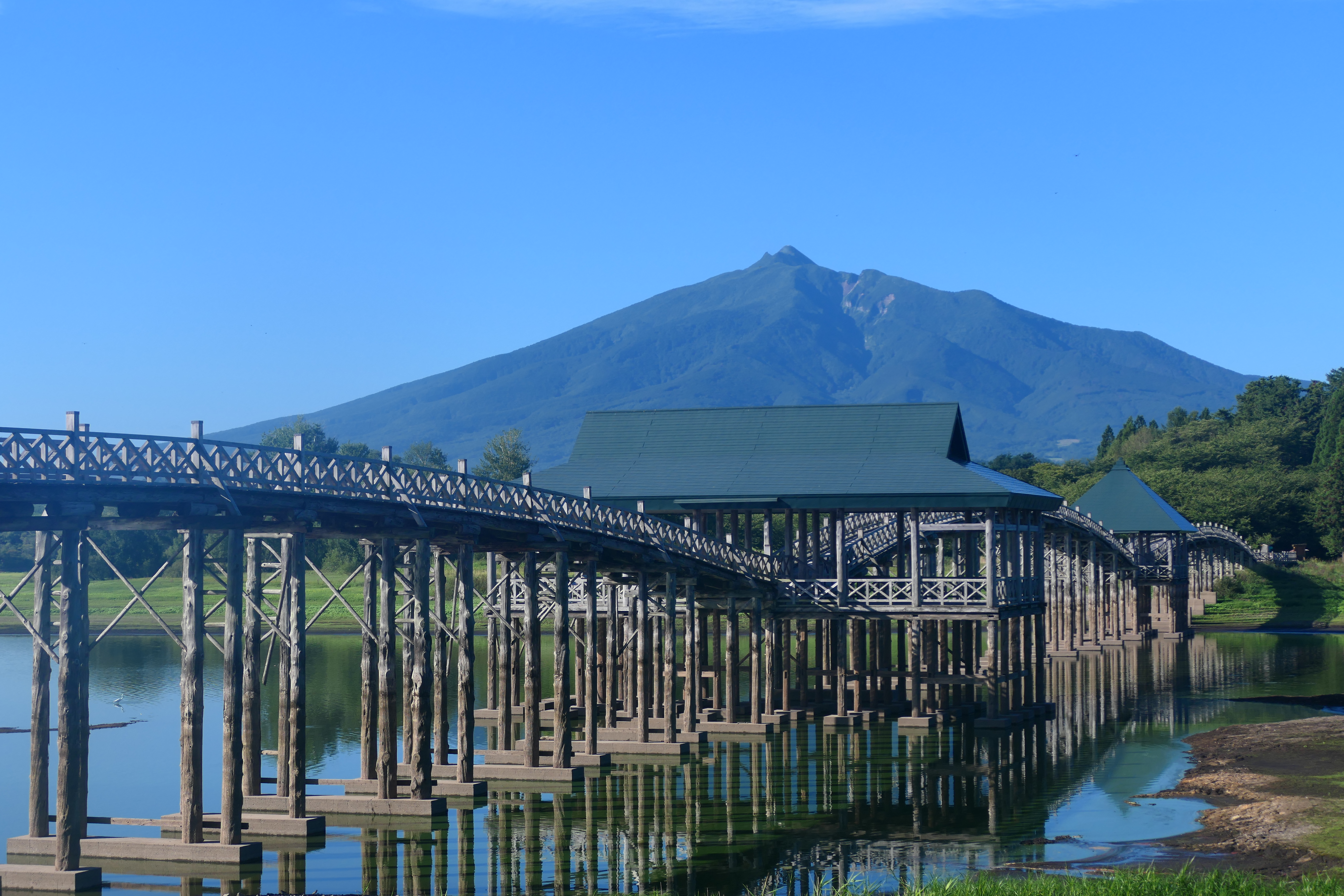
鶴の舞橋
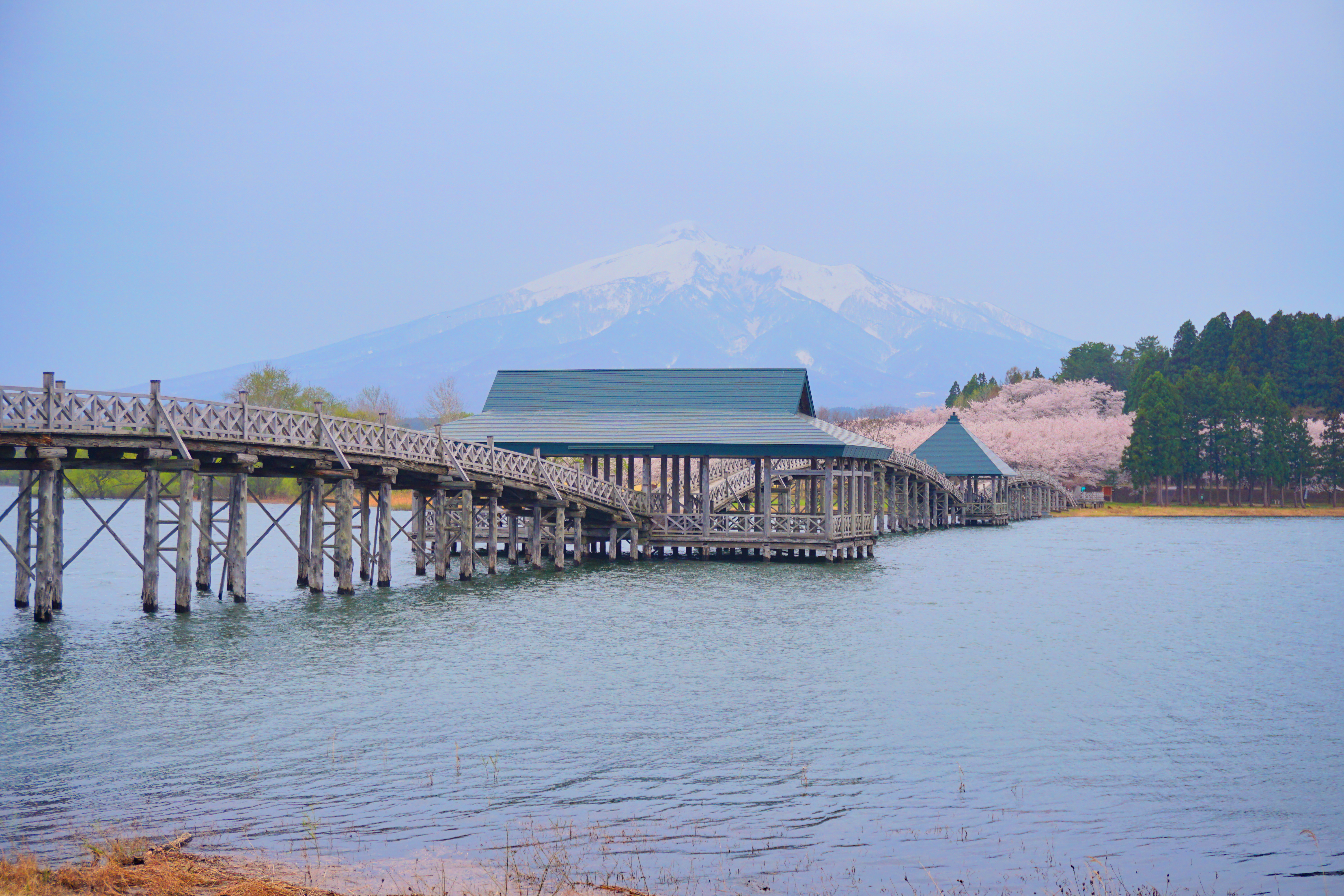
春の鶴の舞橋

## その他
- 5月5日には「富士見湖一周マラソン」が開催される。
- 8月16日にはつるたまつりのイベントとして「富士見湖花火大会」も行われる。

## アクセス
- 青森県道200号米山菖蒲川線沿い
  - なお、2018年9月30日をもって、弘南バス「五所川原～鶴田線（廻堰経由）」が廃止[6]されたため、陸奥鶴田・五所川原両駅からは、タクシーの利用となる。